# Provincia di Mai-Ndombe
La provincia di Mai-Ndombe, (francese: province de Mai-Ndombe) è una delle 26 province della Repubblica Democratica del Congo. Il suo capoluogo è la città di Inongo.
La provincia si trova nel Congo centro-occidentale.
Nel precedente ordinamento amministrativo del Congo (in vigore fino al 2015) la provincia non esisteva in quanto faceva parte della più ampia Provincia di Bandundu.

## Geografia antropica

### Suddivisioni amministrative
La provincia di Mai-Ndombe, è suddivisa nelle città di Inongo (capoluogo) ed in 8 territori:
- territorio di Inongo, capoluogo: Inongo;
- territorio di Kiri, capoluogo: Kiri;
- territorio di Oshwe, capoluogo: Oshwe;
- territorio di Kutu, capoluogo: Kutu;
- territorio di Bolobo, capoluogo Bolobo;
- territorio di Kwamouth, capoluogo Kwamouth;
- territorio di Mushie, capoluogo Mushie;
- territorio di Yumbi, capoluogo Yumbi.